# 若尾隆子
若尾 隆子（わかお たかこ、1918年4月4日 - 2014年10月19日）は、日本の女優。旧姓は鮫島。

## 経歴
埼玉県川越市出身。東京府立第八高等女学校を卒業し、東宝劇場照明係を経て、戦後は名古屋演劇集団創立と共に夫と演劇活動を続けた。

## 出演作品
- やっとかめ探偵団（吉川常）

## 親族
- 夫 若尾正也（名古屋演劇集団顧問、若尾綜合舞台会長）